# بلورة سائلة

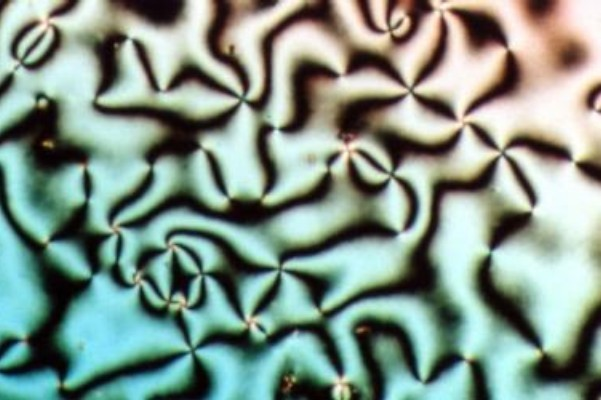
طور خيطي متعرج من نسيج الكريستال السائل

 البلورات السائلة Liquid crystals) LCs) هي مواد لها مظهر السائل ولكن جزيئاتها تكون مرتبة في مستويات معينة مثل البلورات، وهو حدوث تحول في المادة واعادة ترتيب الجزيئات في نفس الحالة.
تعرف البلورات السائلة بانها الحالة الوسطيه التي ينحصر تكوينها بين الحالة الصلبة البلورية المنتظمة الذي تكون فيه الجزيئات مقيدة الحركة وذات نظام هندسي ذي ثلاث ابعاد والحالة السائلة العادية غير المنتظمة والتي تتحرك جزيئات المادة فيه بصوره عشوائيه.

## التاريخ
منذ زمن بعيد قياسا بتطور التكنولوجيا الحديثة، وتحديدا في العام 1888، كان عالم النبات النمساوى فريدريك راينيترز قد اكتشف المادة المسماة (بنزول الكوليستيريل)
ولاحظ أن لهذه المادة الغريبة صفة تتسم بالشذوذ، إذ أنها تنصهر في حرارة تبلغ 145 درجة مئوية، ولكنها لا تصبح سائلا لا لون له إلا عندما تصل الحرارة إلى 179 درجة مئوية وفي هذه الحالة الوسيطة تكون المادة غروية غير شفافة.

.

التركيب الكيميائي لجزيء بنزوات الكوليسترول

وقام الفيزيائي اوتو ليهمان الذي كان آنئذ يعمل في مدينه كارلسروه الألمانية، بدراسة هذا الشذوذ فاكتشف أن «بنزول الكوليستيريل» يمر بحالة ثالثة هي بين الحالتين الصلبة (أو الجامدة) والسائلة، واخترع ليهمان لهذه الحالة تسمية «البلورات السائلة» مما فجر خلافا عنيفا داخل الأوساط العلمية التي أظهرت اهتماما فوريا بهذه الظاهرة.
وسرعان ما راحت الصناعة الكيميائية الألمانية تعمل على استطلاع حقائق البلورات السائلة من دون أن تكون لديها أي فكرة واضحة عن الطريقة التي يمكن استعمالها بها. وكانت شركة «ميرك» التي تتخذ من دارمشتات مقرا لها هي الرائدة في هذا الميدان، إذ أنزلت ما أسمته بالبلورات السائلة والمائعة إلى الأسواق منذ عام 1904 وفي السنة نفسها نشر أوتوليهمان في كارلسروه دراسة عن هذا اللغز،
.
ولم تمض ثماني سنوات إلا وبدأت مبادرة شركة «ميرك» تعطى ثمارها المربحة، وقد قامت هذه الشركة الرائدة في عالم البلروات السائلة بدراسة خصائص عدة مئات من المواد البلورية السائلة.
وفي عام 1968 اكتشف جورج هيلماير في مدينة برنستون الأمريكية أنه إذا ما تعرضت البلورات السائلة إلى شحنة كهربائية فإنها تكسر الضوء بشكل مغاير لذلك الذي تكسره البلورات نفسها إذا لم تكن واقعة داخل حقل كهربائي، وكانت هذه ملاحظة شكلت نقطة انطلاق عظيمة بالنسبة لفريق أبحاث شركة «ميرك»
وكان هذا الفريق قد درس سلوك الجزئيات في سلسلة كاملة من البلورات السائلة وسرعان ما استطاع التحقق من ماهية المركبات التي تظهر خواص كسر الضوء التي اكتشفها هيلماير أكثر من غيرها.

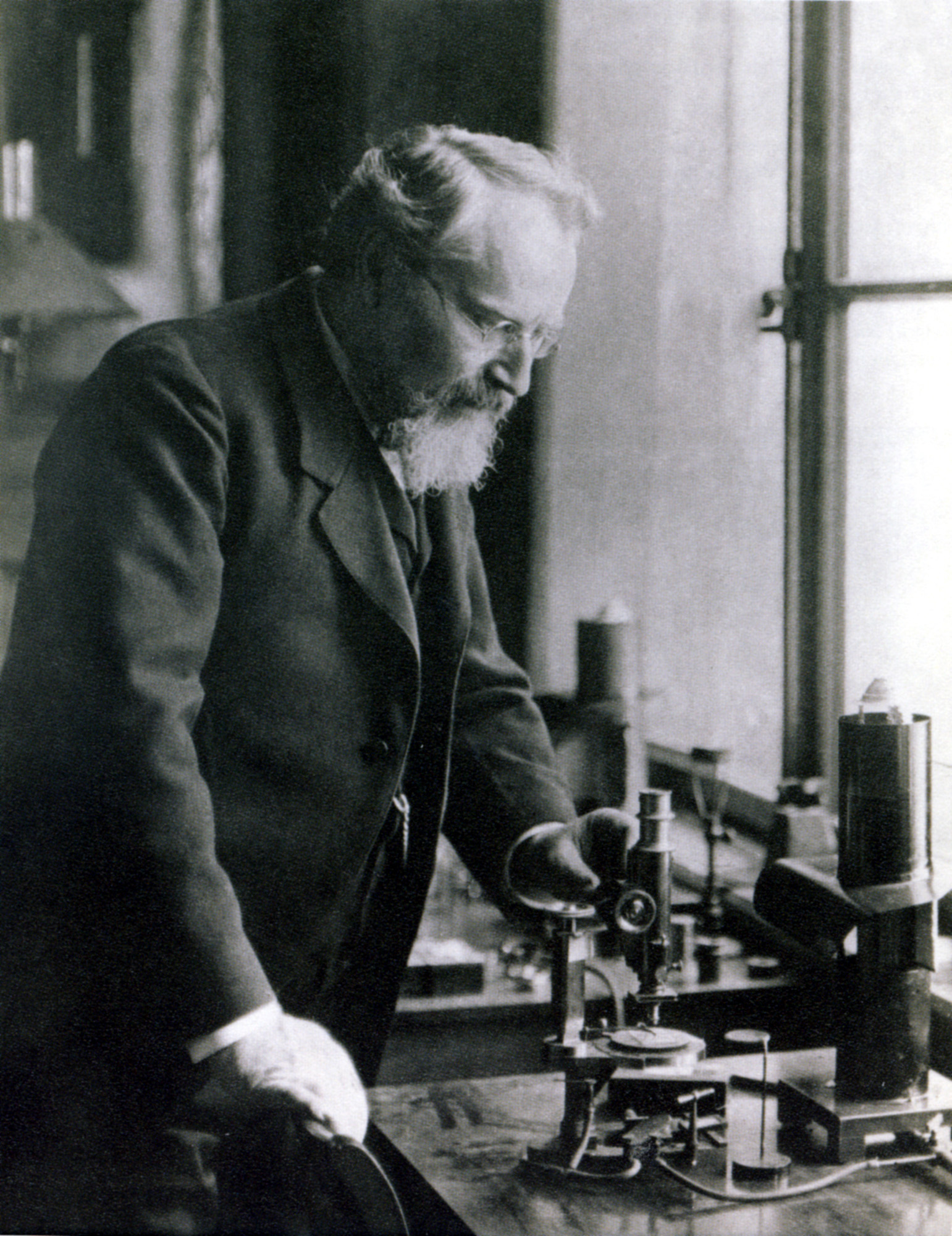
اوتو ليهمان

التركيب الكيميائي لجزيء N-(4-ميث أوكسي بنزيلدين)-4-بوتيل أنيلين (MBBA)

## تصميم المواد البلورية السائلة
ومن المعروف أن عدد كبير جدا من المركبات الكيميائية أن تظهر مرحلة واحدة أو العديد من المراحل «البلورية السائلة». رغم الاختلافات الهامة في التركيب الكيميائي، وهذه الجزيئات لديها بعض السمات المشتركة في الخصائص الفيزيائية والكيميائية وهنالك نوعان من «البلورات السائلة»
وتتميز بوليمرات البلورات السائلة ببنيتها الميكروية القضيبية الشكل، وفي أثناء طور الانصهار تصطف جزئياتها في اشكال شديدة الانتظام تؤدي إلى عدد من السمات الفريدة، منها انخفاض حرارة التبلور، والنوع الثاني القرصية المستوية تتكون من مجموعة أساسية من الحلقات العطرية «الاروماتية» المجاورة. وهذا يسمح لاثنين منها بالبعد العمودي وترتيب جزيئاتها على شكل قضبان متطاولة،
• يجب أن يكون شكل الجزيئي رقيق نسبيا أو مسطح، في أطر جامدة جزيئية. 

• يجب أن يكون طول الجزيئي 1.3 نانومتر على الأقل مع وجود مجموعة ألكيل طويلة، نجد كثير من البلورات السائلة تتكون في درجة حرارة الغرفة. 

• لا ينبغي أن تكون البنية متفرعة أو زاويّة. 

• درجة الانصهار المنخفضة هي الأفضل من أجل تجنب عدم الاستقرار، في المراحل البلورية السائلة أحادية التوجه. السلوك mesomorphic في درجات الحرارة المنخفضة بشكل عام هو أكثر فائدة تكنولوجيا، ومجموعات ألاكيل الطرفية تعزز ذلك.

## خصائص البلورات السائلة
تصف المعاملات التالية بنية البلورات السائلة:
- الترتيب الموضعي
- الترتيب التوجيهي
- رابطة الترتيب التوجيهي

تصف كل هذه المعاملات المدى الذي يتم فيه ترتيب عينات البلورات السائلة. يشير الترتيب الموضعي إلى المدى الذي يظهر فيه جزيء متوسط أو مجموعة من الجزيئات (تعديًا متماثلًا -translational symmetry) (كما يظهر في حالة المادة البلّورية). يمثل الترتيب التوجيهي مقياسًا لميل الجزيئات عن محاذاة الدليل على المدى البعيد. بينما تصف رابطة الترتيب التوجيهي Bond by Orientational خطًا يربط بين مراكز الجزيئات المتجاورة القريبة دون الحاجة إلى مسافات منتظمة على طول هذا الخط، وبالتالي، فإن الترتيب طويل المدى نسبيًا مقارنةً بالخط الرابط بين مراكز الجزيئات ليس إلا ترتيبًا موضعيًا قصير المدى على طول هذا الخط.
تظهر معظم مركبات البلورات السائلة تعدد الأشكال، أو الحالة التي يلاحظ فيها أكثر من طور واحد في الحالة البلورية السائلة. يستخدم مصطلح (الطور الوسيط -mesophase) لوصف (الأطوار الفرعية-subphases) للمواد البلورية السائلة. تتشكل الأطوار الوسيطة عن طريق تغيير كمية الترتيب في العينة، إما عن طريق فرض الترتيب في بعد واحد أو اثنين فقط، أو عن طريق السماح للجزيئات بأن يكون لها درجة من الحركة المتعدية.

## أطوار البلورات السائلة
المراحل المختلفة LC وتسمى (الطور المتوسط) يمكن أن توصف حسب نوع الطلبية.يمكن ان تكون البلورات السائلة متراصة في شكل شبكة. والنظام التوجهي الذي تكون فيه (تشكيل الجزيئات معظمها في نفس الاتجاه)
هناك العديد من أنواع البلورات السائله والتي تختلف باختلاف ترتيب جزيئاتها والعديد منها ذات أهمية تكنلوجية واكثرها اهمية هي التي تمتلك الترتيب الذي يوضحه الشكل التالي وتعرف البلورات السائلة في هذا الترتيب بـ (Twistic nematic liquid crystal) البلورات السائلة ذات النوع الدوار الملتوي وتختصر ب TN
وفيه الطبقات تستمر على المحاور الطولانية للجزيئات كما ان المحاور الطولانيه تدور بزاوية صغيره من الطبقة التي تليها. هذا النوع من البلورات السائلة (TN) اُستخدم في صناعة حساسات درجة الحرارة التي يتغير لونها بتغير درجة الحرارة كما تعتبر من الأنواع الشائعة التي تستخدم في شاشات البلورات السائلة LCD والتي تعرف بعارضات البلورات السائلة The liquid crystal displaysLCDs والتي تتواجد في الآلات الحاسبة والساعات.
في ترتيب المراحل البلورية السائلة واسعة النطاق على المستوى الجزيئي. هذا الترتيب يمتد حتى حجم المجال بأكمله، قد يكون في حدود ميكرومتر، ولكن عادة لا يشمل مقياس العين المجردة، ويحدث غالبا في البلورات التقليدية الحدود للمواد الصلبة. لكن بعض التقنيات التطبيقية، مثل استخدام حقل كهربائي
وكلا من هذه التطبيقات تعتمد على الطريقة التي تتفاعل بها البلورات السائلة مع الضؤ.
.

### البلورات السائلة «اللايوتروبية»
اللايوتروبية ‹Lyotropic liquid crystal› تنشأ  الأطوار الوسطيه لهذا الصنف بدرجة حرارة الغرفة أو في درجة حرارة عاليه عند إضافة حجوما معينه من مذيبات قطبيه مثل الماء أوالكحول إلى مركبات عضويه معينه بفعل تاثير هذه المذيبات على القوى الرابطة لتلك المركبات العضوي

### البلورات السائلة مدارية الحرارة «الثرموتروبية»
تنشأ الأطوار الوسطيه لهذا النوع بالاعتماد على درجات الحرارة ومقدار التغير الحاصل فيها لذا تدعى بالاطوار الوسطيه المحفزه بالحرارة
ألاطوار المتوجه بالحرارة هي تلك التي تحدث في نطاق درجة حرارة معينة. إذا كانت درجة الحرارة مرتفعة جدا، فان ارتفاعها يؤدي إلى ان الحركة الحرارية تدمر ترتيب الروابط التعاونية الحساسة LC، ودفع الخواص التقليدية للمواد في الطور السائل. في درجة حرارة منخفضة جدا معظم المواد تشكيل الكريستال التقليدية.
تصنيف البلورات السائلة الثرموتروبية
- البلورات السائلة السمكتية وهي تتألف من طبقات مسطحة من جزيئات لها شكل «السيجار» ومحاورها الطولية متوازية.

وسمك الطبقة يساوي طول جزيء واحد أو جزيئين. والجزيئات في الطبقة الواحدة قد تكون مرتبة
أو عشوائية بحسب طبيعة المادة. وتنزلق الطبقات بعضها فوق بعض بحرية. ولكن الجزيئات في
الطبقة الواحدة تبقى موجّهة ولا تتحرك فيما بين الطبقات ولكن تتحرك داخلها.
- البلورات السائلة النيماتيه يكون الانتظام في هذا النوع من الأطوار الوسط أقل منه في حالة الطور السمكتي ويكون الطور

النيماتي أكثر سيولة. تبقى محاور الجزيئات الطوليةُ متوازيةً ولكنها غير منفصلة في طبقات،
والتهيج الحراري يجعل الجزيئات تهتز حول اتجاه وسطي.
- البلورات السائلة الكولستيرية وتتألف هذه البلورات من طبقات رقيقة يساوي سمك الطبقة فيها طول جزيء واحد. وتترتب الجزيئات لتكون محاورها الطولية في مستوي الطبقة وتكون هذه المحاور متوازية بعضها مع بعض في الطبقة الواحدة

كثير من الموجهات الحرارية تتخذ اطوار واشكال مختلفة بتغير درجة الحرارة، على سبيل المثال الجزيء الذي يسمى «ميسوجين» يمكن ان يخذ اطوار واشكال عديدة كلما زادت درجة الحرارة
.

#### الطور الخيطي

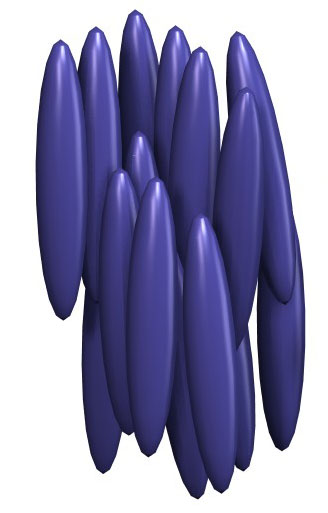
المحاذاة في المرحلة الخيطية.

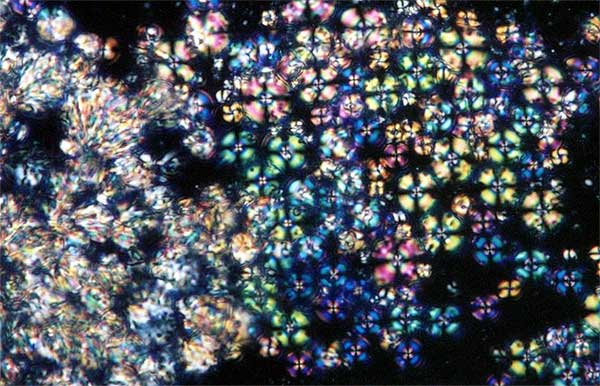
مرحلة انتقالية بين خيطية (يسار) وتراص جزئيء (يمين) لاحظ ألاطوار بين المستقطبات المتقاطعة. اللون الأسود يقابل الخواص المتوسطة.

### طور تراصف الجزيئات

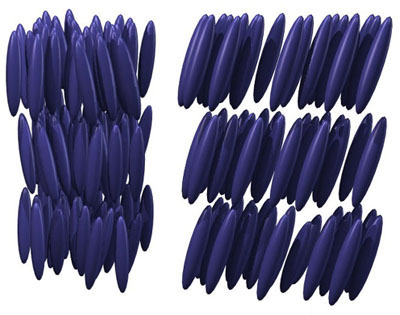
رسم تخطيطي المحاذاة في مراحل التراص الجزييء. طور التراصف الجزييء(يسار) والجزيئات بتنظيم على شكل طبقات. في صفحة تراصف الجزيئات الجزئي C (يمين)، تميل الجزيئات داخل طبقات.

مراحل التراص الجزئيء والتي توجد عند درجات حرارة منخفضة أكثر من الجزئيات الخطيطة. في النموذج الطبقات محددة جيدا ويمكن أن تنزلق فوق بعضها البعض بطريقة مماثلة لتلك التي من الصابون. كلمة "smetic" مشتق من الكلمة اللاتينية "smecticus"، وهي تعني تنظيف، أو وجود خصائص الصابون مثل الانزلاق
.

### الأطوار عديمة التناظر (عديم التناظر المرائي)

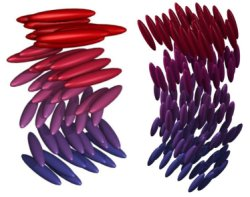
رسم تخطيطي لاطوار البلورات السائلة في تنظيم متماريء. المرحلة الخيطية مراوان (يسار)، وتسمى أيضا تراصف الجزيئات التام ، طور التراصف C * (يمين).

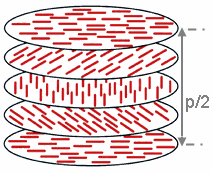
الطور الخيطي الكيرالي؛ P يشير إلى درجة الانطباقية (انظر النص)

## استخدامات البلورات السائلة
- تستخدم في مجال استخراج النفط
- في المجال الطبي
- التطبيقات شاشات أجهزة تلفزيونية خاصة وشاشات الحواسيب وشاشات الآلات الحاسبة

Liquid Crystal Display (L.C.D)

## وصلات داخلية
- بلورة
- زجاج بلوري
- بلاستيك بلوري
- شاشة بلورية سائلة
- شاشة بلورية
- تبلور البلاستيك